# 川里镇
川里镇，是中华人民共和国河北省保定市唐县下辖的一个乡镇级行政单位。

## 行政区划
川里镇下辖以下地区：
川里村、古道村、秦王村、赤水村、路家寨村、王尔峪村、石北村、上庄村、下庄村、小南村、西苇村、民安庄村、沙里安村和河西村。